# Nerd of the Rings
Nerd of the Rings är en Youtubekanal med inriktning mot Sagan om ringen och övriga verk av J.R.R. Tolkien samt filmatiseringar, spel och annat material som baseras på Tolkiens författarskap. Kanalen innehåller tematiska översikter, uppläsningar, tolkningar och intervjuer. Producent är Matt Graf från Indiana. I april 2021 hade kanalen över 205 000 prenumeranter och 13,7 miljoner visningar.